# Laiki Enotita
Die Laiki Enotita (LAE; griechisch Λαϊκή Ενότητα, ΛΑ.Ε. ‚Volkseinheit‘) ist eine am 21. August 2015 gegründete Abspaltung der sozialistischen griechischen Regierungspartei SYRIZA. Sie ist aus Protest gegen deren Sparpolitik entstanden und bevorzugt einen Austritt aus der Eurozone sowie eine Rückkehr zur Drachme.
Bei ihrer Gründung umfasste sie 25 Abgeordnete des griechischen Parlaments. Als Vorsitzender der Partei und der Parlamentsfraktion wurde der ehemalige griechische Energieminister Panagiotis Lafazanis benannt. Ferner gehören ihr die beiden ehemaligen Vize-Minister Dimitris Stratoulis und Konstantinos Isychos an, die bei der Kabinettsumbildung im Juli 2015 ebenfalls von Tsipras entlassen worden waren. Am 31. August teilte Parlamentspräsidentin Zoi Konstantopoulou auf einer Pressekonferenz mit, bei der Parlamentsneuwahl am 20. September für Laiki Enotita zu kandidieren.
Die Laiki Enotita war bis zur Parlamentswahl in Griechenland im September 2015 die drittstärkste Kraft im Parlament. Bei dieser verfehlte sie mit 2,86 % die Sperrklausel für den Einzug ins Parlament knapp. Bei der Parlamentswahl im Juli 2019 erhielt sie nur noch 0,28 %.
Der Parteiname ist inspiriert durch die Unidad Popular, das von Salvador Allende geführte chilenische Wahlbündnis.

## Ursprungsgruppen
Laiki Enotita ist aus mehreren politischen Gruppen und Fraktionen entstanden. Der größte Teil davon war vorher in Syriza, ein anderer aus Antarsya. Diese Gruppen sind:
- Linke Plattform (Ex-Mitglied von Syriza)
- Kommunistische Tendenz (Ex-Mitglied von Syriza)
- Xekinima (bis 2011 in Syriza)
- Plan B
- Intervention (Abspaltung aus der Kommounistiki Organosi Elladas)
- Linke Neuzusammensetzung (ARAN) (Ex-Mitglied von Antarsya)
- Linke antikapitalistische Gruppe (ARAS) (Ex-Mitglied von Antarsya)
- Linke Radikale Bewegung (Ex-Mitglied von Syriza und der Syriza-Jugendorganisation)
- Kinima Den Plirono (Ex-Mitglied von Syriza)
- Aktive Bürger
- Dimokratiko Kinoniko Kinima (Ex-Mitglied von Syriza)
- Neue Kämpfer – Netzwerk der Linken Sozialisten (Ex-Mitglied von Syriza)